# Pierre Gilly
Pierre Gilly, född 1971, är en svensk författare uppvuxen i Linköping.
Gilly har varit redaktör för Folket i Bild/Kulturfront och har varit verksam som frilansjournalist för bland annat LO-Tidningen (nu Arbetet), Sundsvalls Tidning, Fria Tidningen och Kristianstadsbladet. Han har skrivit flera böcker med koppling till krig och politik, samtliga utgivna på Verbal förlag.